# موکونیک اسید
موکونیک اسید (به انگلیسی: Muconic acid) با فرمول شیمیایی C۶H۶O۴ یک ترکیب شیمیایی با شناسه پاب‌کم ۵۳۵۶۷۹۳ است. که جرم مولی آن ۱۴۲٫۱۱ g/mol می‌باشد. شکل ظاهری این ترکیب، منشورهای بلورین است.